# Vegvísir

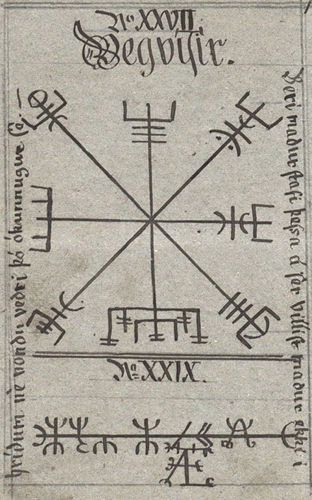
Str. 60 Huld Ms

Vegvísir (z islandzkiego „wskazujący drogę”) – symbol pochodzący z islandzkiego dziewiętnastowiecznego manuskryptu Huld. Często uznawany jest za symbol wikiński, lecz nie ma żadnych dowodów, iż był on wtedy znany lub używany.
Islandzka piosenkarka Björk ma podobny znak na ramieniu.